# مستشفى الأمير هاشم بن الحسين العسكري
مستشفى الأمير هاشم بن الحسين العسكري أحد أقدم مستشفيات الخدمات الطبية الملكية التابعة للقوات المسلحة الاردنية  كان يعرف سابقاً باسم «مستشفى الميدان الثاني» في مدينة الزرقاء، واستبدل بمسمى مستشفى الزرقاء العسكري في 8 من أبريل (نيسان) 1986، ومن ثم بمستشفى الأمير هاشم بن حسين العسكري

## الإمكانيات
يحتوي على عيادتين لكل اختصاص تعملان على فترتين صباحية - مسائية، يوجد مكتب استصدار بطاقات التأمين الصحي. مزودة باجهزة حديثة مثل:(أجهزة التصوير الشعاعي خاصة جهاز الرنين المغناطيسي - أجهزة التصوير الطبقي المحوري - جهاز تصوير الثدي). تم تزويد موقفين للسيارات في مركز طبي ماركا الأول يتسع من 50- 60 سيارة والثاني من 40-50 سيارة في عام 2014 .

## الأقسام الطبية والعيادات المتاحة

### قسم العيون
يتضمن 5 عيادات متخصصة في:(البصريات - الشبكية - الليزر - عيون الأطفال - غرفة عمليات) بسعة إستقبال 350 مريضا يوميا على فترتين صباحية ومسائية

### قسم العظام للنساء
تحتوي أقسام العظام على أربع غرف عمليات للعظام موجودة داخل القسم تجري فيها (عمليات تبديل المفاصل -تنظير الركبة -ترميم الأربطة - لمعالجة الكسور وجراحة الأطفال والعظام)حيث تتم أجراء 600 عملية تبديل مفصل و200 عملية مفصل الورك سنويا. كما تحتوي على عيادات منها عيادة الجروح والمفاصل.

### قسم الباطنية
عيادات مثل: عيادة جهاز هضمي

### قسم الأشعة والطوارئ
وبعض العيادات الأخرى مثل:- عيادة أعصاب للكبار وعيادة أمراض الدم للكبار وعيادة نفسية للأطفال وعيادات جلدية وعيادة الطب العام